# 7710 Ishibashi
7710 Ishibashi este un asteroid din centura principală de asteroizi.

## Descriere
7710 Ishibashi este un asteroid din centura principală de asteroizi. A fost descoperit pe 30 noiembrie 1994 la Ōizumi de Takao Kobayashi. Asteroidul prezintă o orbită caracterizată de o semiaxă mare de 3,42 ua, o excentricitate de 0,06 și o înclinație de 6,3° în raport cu ecliptica.